# 3 дана за убиство
3 дана за убиство (енгл. 3 Days to Kill) је акциони трилер филм из 2014. године, редитеља Макџија и сценариста Лика Бесона и Адија Хасака. Главне улоге играју Кевин Костнер, Амбер Херд, Хејли Стајнфилд, Кони Нилсен, Рихард Замел и Ерик Ебуане. Филм је објављен 27. фебруара 2017. године у Србији, дистрибутера Blitz Film & Video Distribucija. Филм је добио помешане критике и зарадио је 52,6 милиона долара, наспрам буџета од 28 милиона долара.

## Радња
Агент тајне службе (Кевин Костнер) умире од неизлечиве болести и покушава да поново створи контакт са ћерком од које се отуђио. Агенција му нуди експериментални лек, који бу могао да му спаси живот. Заузврат, мораће да обави још један, последњи задатак.

## Улоге
| Глумац          | Улога         |
| --------------- | ------------- |
| Кевин Костнер   | Итан Ренер    |
| Амбер Херд      | Виви Дилеј    |
| Хејли Стајнфилд | Зои Ренер     |
| Кони Нилсен     | Кристин Ренер |
| Рихард Замел    | Вук           |
| Марк Андреони   | Митат Јилмаз  |
| Ерик Ебуане     | Жил           |
| Томас Лемаркус  | Албино        |
| Рејмонд Џ. Бари | директор Ције |

## Продукција
Дана 7. августа 2012. године, Deadline Hollywood известио је да је Кевину Костнеру понуђена улога Итана Ренера, владиног убице у филму који је режирао Макџи. Сценарио филма, који се дешава у Француској, написали су Лик Бесон и Ади Хасак, а продуцирала је EuropaCorp, док Relativity Media има права у Северној Америци. Дана 2. октобра 2012. године, потврђено је да је глумац Костнер закључио уговор о главној улози у филму. Дана 29. новембра 2012, Хејли Стајнфилд се придружила глумачкој екипи филма као главна женска улога, а филм је почео са продукцијом почетком 2013. Дана 13. децембра глумачкој екипи се придружила и Амбер Херд. Касније, 7. јануара 2013, Кони Нилсен је додата у глумачку екипу.

### Снимање
Дана 7. јануара 2013. године, екипе су снимале сцене у Паризу и Београду, а снимање је завршено у априлу. Неке сцене у Паризу снимане су у студијима и у централном броду Cité du Cinéma, који је основао Лик Бесон у Сен Денију. Сцене у Београду снимане су испред хотела Југославија.